# Ardenes flamenques

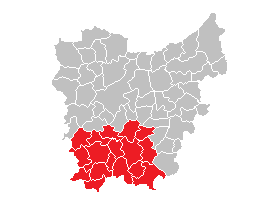
Situació de les Ardenes Flamenques dins de Flandes Oriental

Les Ardenes flamenques és el nom donat informalment a una regió abundant en pujols del sud de la província de Flandes Oriental, Bèlgica. Els seus turons més alts ronden tan sols els 150 metres.
L'àrea és diferent a la regió de les Ardenes, que està localitzada més al sud, a Valònia, França i Luxemburg. Entre les ciutats més grans d'aquesta àrea es distingeixen Oudenaarde i Zottegem.

## Ciclisme
Aquests abundants pujols han fet cèlebres a moltes carreres ciclistes que transcorren per la zona. Exemple d'això és el "monument del ciclisme" Tour de Flandes i la recent A través de les Ardenes flamenques; i en menor mesura altres proves com l'E3 Harelbeke, o el A través de Flandes. Les ascensions més famoses de les Ardenes Flamenques són la cota de Koppenberg, empedrada i al 22% de desnivell, i el Muur-Kapelmuur, a Geraardsbergen, de característiques similars, conegut com un dels dos únics veritables 'murs' del ciclisme a Bèlgica (sent l'altre el de Huy, ja a la província de Lieja (Valònia), on tradicionalment acaba la Fletxa Valona).

## Origen del nom
Aquesta regió de Bèlgica no té res a veure amb les veritables Ardenes, que se situen a Valònia i són l'única regió, més o menys, muntanyenca de Bèlgica; aconseguint-se gairebé els 700 metres sobre el nivell del mar en els seus pujols més alts. Es tracta d'una regió fronterera amb França, Alemanya i Luxemburg.
Les Ardenes flamenques reben aquest nom per ser una de les poques zones amb turons de Flandes.